# Copa da Colômbia de Futebol de 2022
A Copa BetPlay de 2022, também conhecida oficialmente e por motivos de patrocínio como Copa BetPlay DIMAYOR 2022, foi a 19.ª edição da Copa da Colômbia, competição colombiana de futebol organizada pela "División Mayor del Fútbol Colombiano" (DIMAYOR). O torneio foi disputado pelos 35 times afiliados à DIMAYOR: primeira e segunda divisão do futebol profissional na Colômbia. Começou em 9 de fevereiro de 2022 com os jogos de ida da primeira fase e foi concluído em 2 de novembro de 2022 com o jogo de volta da final. O campeão do certame qualificou-se para a Taça Libertadores de 2023.

## Regulamento

### Sistema de disputa
A Copa foi disputada por 35 (trinta e cinco) clubes e teve 7 (sete) fases no sistema "mata-mata", em jogos de ida e volta até ser apurado o campeão. Quatorze times dos 15 times do Torneo BetPlay DIMAYOR I–2022 (segunda divisão) entraram na primeira fase. Os sete times vencedores juntaram-se ao time Boyacá Chicó na segunda fase. Os quatro sobreviventes após as duas fases iniciais qualificaram-se para a terceira fase, onde se juntam aos 12 (doze) times da Liga BetPlay I DIMAYOR–2022 (primeira divisão) que não classificaram para as competições da CONMEBOL na temporada de 2022. Finalmente, os oito times vencedores da terceira fase receberam os oitos times participantes dos torneios da CONMEBOL de 2022 (Taça Libertadores de 2022 e Copa Sul-Americana de 2022), que entraram na competição a partir das oitavas de final.

## Participantes
| Primeira Fase | Segunda Fase    | Terceira Fase | Oitavas de final |
| Segunda Divisão | Segunda Divisão | Primeira Divisão | Primeira Divisão |
| - Atlético FC - Atlético Huila - Barranquilla - Boca Juniors de Cali - Bogotá - Deportes Quindío - Fortaleza CEIF - Leones - Llaneros - Orsomarso - Real Cartagena - Real Santander - Tigres - Valledupar | - Boyacá Chicó  | - Águilas Doradas - Alianza Petrolera - Atlético Bucaramanga - Cortuluá - Deportivo Pasto - Deportivo Pereira - Envigado - Jaguares - Once Caldas - Patriotas - Santa Fe - Unión Magdalena | - América de Cali - Atlético Nacional - Deportes Tolima - Deportivo Cali - Independiente Medellín - Junior de Barranquilla - La Equidad - Millonarios |

## Primeira Fase
Se enfrentam 14 das 15 equipes da segunda divisão 2022, os duelos foram feitos de acordo com a tabela de classificação da Primera B 2021-II. Em que os sete melhores  foram sorteados contra os sete piores. Os jogos aconteceram do dia 9 de fevereiro ao 24 de fevereiro de 2022.
| Equipe 1             | Total       | Equipe 2       | 1.º jogo | 2.º jogo |
| -------------------- | ----------- | -------------- | -------- | -------- |
| Boca Juniors de Cali | 0-2         | Fortaleza CEIF | 0–1      | 0–1      |
| Tigres               | 3−1         | Leones         | 2–0      | 1–1      |
| Deportes Quindío     | 3-2         | Bogotá         | 1–0      | 2–2      |
| Orsomarso            | 0-2         | Llaneros       | 0–0      | 0–2      |
| Atlético Huila       | 1-0         | Real Cartagena | 1–0      | 0–0      |
| Valledupar           | 1-1 (4−3 p) | Atlético FC    | 1–1      | 0–0      |
| Real Santander       | 3–0         | Barranquilla   | 3–0      | 0–0      |

## Segunda Fase
Os 7 times vencedores na primeira fase se juntam ao Boyacá Chicó nessa fase. Os clubes foram sorteados em 4 duelos que aconteceram de 2 de março à 17 de março de 2022.
| Equipe 1         | Total | Equipe 2       | 1.º jogo | 2.º jogo |
| ---------------- | ----- | -------------- | -------- | -------- |
| Boyacá Chicó     | 1-3   | Real Santander | 0–1      | 1–2      |
| Valledupar       | 1−3   | Fortaleza CEIF | 0-2      | 1–1      |
| Atlético Huila   | 0-4   | Tigres         | 0–2      | 0–2      |
| Deportes Quindío | 3-2   | Llaneros       | 3–0      | 0–2      |

## Terceira Fase
Nessa fase participam os quatro clubes ganhadores da fase anterior mais 12 equipes da primeira divisão que não participaram de nenhum torneio internacional em 2022. Os jogos aconteceram do dia 30 de março ao dia 14 de abril de 2022.
| Equipe 1          | Total       | Equipe 2             | 1.º jogo | 2.º jogo |
| ----------------- | ----------- | -------------------- | -------- | -------- |
| Unión Magdalena   | 8-2         | Real Santander       | 3–1      | 5–1      |
| Cortuluá          | 0−2         | Fortaleza CEIF       | 0–1      | 0–1      |
| Patriotas         | 0-1         | Tigres               | 0–0      | 0–1      |
| Once Caldas       | 1-0         | Deportes Quindío     | 0–0      | 1–0      |
| Deportivo Pasto   | 0-4         | Santa Fe             | 0–1      | 0–3      |
| Águilas Doradas   | 2-2 (3−4 p) | Deportivo Pereira    | 0–1      | 2–1      |
| Alianza Petrolera | 2–3         | Jaguares             | 1–1      | 2–3      |
| Envigado          | 0–3         | Atlético Bucaramanga | 0–0      | 0–3      |

## Fase Final
|  | Oitavas de final         | Oitavas de final         | Oitavas de final         | Oitavas de final         |       |                   | Quartas de final          | Quartas de final          | Quartas de final          | Quartas de final          |  |                 | Semifinais                    | Semifinais                    | Semifinais                    | Semifinais                    |                        |   | Final                          | Final                          | Final                          | Final                          |
|  | 20 de abril - 12 de maio | 20 de abril - 12 de maio | 20 de abril - 12 de maio | 20 de abril - 12 de maio |       |                   | 13 de julho - 27 de julho | 13 de julho - 27 de julho | 13 de julho - 27 de julho | 13 de julho - 27 de julho |  |                 | 24 de agosto - 14 de setembro | 24 de agosto - 14 de setembro | 24 de agosto - 14 de setembro | 24 de agosto - 14 de setembro |                        |   | 28 de setembro - 12 de outubro | 28 de setembro - 12 de outubro | 28 de setembro - 12 de outubro | 28 de setembro - 12 de outubro |
|  |                          |                          |                          |                          |       |                   |                           |                           |                           |                           |  |                 |                               |                               |                               |                               |                        |   |                                |                                |                                |                                |
|  | Unión Magdalena          | 2                        | 2                        | 4                        |       |                   |                           |                           |                           |                           |  |                 |                               |                               |                               |                               |                        |   |                                |                                |                                |                                |
|  | América de Cali          | 1                        | 1                        | 2                        |       |                   |                           |                           |                           |                           |  |                 |                               |                               |                               |                               |                        |   |                                |                                |                                |                                |
|  | América de Cali          | 1                        | 1                        | 2                        |       | Unión Magdalena   | 1                         | 1                         | 2 (5)                     |                           |  |                 |                               |                               |                               |                               |                        |   |                                |                                |                                |                                |
|  |                          |                          |                          |                          |       | Unión Magdalena   | 1                         | 1                         | 2 (5)                     |                           |  |                 |                               |                               |                               |                               |                        |   |                                |                                |                                |                                |
|  |                          | La Equidad               | 1                        | 1                        | 2 (4) |                   |                           |                           |                           |                           |  |                 |                               |                               |                               |                               |                        |   |                                |                                |                                |                                |
|  | Atl. Bucaramanga         | La Equidad               | 1                        | 1                        | 2 (4) | 0                 | 0                         | 0                         |                           |                           |  |                 |                               |                               |                               |                               |                        |   |                                |                                |                                |                                |
|  | Atl. Bucaramanga         |                          |                          |                          |       | 0                 | 0                         | 0                         |                           |                           |  |                 |                               |                               |                               |                               |                        |   |                                |                                |                                |                                |
|  | La Equidad               | 2                        | 0                        | 2                        |       |                   |                           |                           |                           |                           |  |                 |                               |                               |                               |                               |                        |   |                                |                                |                                |                                |
|  | La Equidad               | 2                        | 0                        | 2                        |       |                   |                           |                           |                           |                           |  | Unión Magdalena | 1                             | 0                             | 1 (3)                         |                               |                        |   |                                |                                |                                |                                |
|  |                          |                          |                          |                          |       |                   |                           |                           |                           |                           |  | Unión Magdalena | 1                             | 0                             | 1 (3)                         |                               |                        |   |                                |                                |                                |                                |
|  |                          | Junior de Barranquilla   | 0                        | 1                        | 1 (5) |                   |                           |                           |                           |                           |  |                 |                               |                               |                               |                               |                        |   |                                |                                |                                |                                |
|  | Once Caldas              | Junior de Barranquilla   | 0                        | 1                        | 1 (5) | 0                 | 1                         | 1                         |                           |                           |  |                 |                               |                               |                               |                               |                        |   |                                |                                |                                |                                |
|  | Once Caldas              |                          |                          |                          |       | 0                 | 1                         | 1                         |                           |                           |  |                 |                               |                               |                               |                               |                        |   |                                |                                |                                |                                |
|  | Atlético Nacional        | 3                        | 2                        | 5                        |       |                   |                           |                           |                           |                           |  |                 |                               |                               |                               |                               |                        |   |                                |                                |                                |                                |
|  | Atlético Nacional        | 3                        | 2                        | 5                        |       | Atlético Nacional | 0                         | 1                         | 1                         |                           |  |                 |                               |                               |                               |                               |                        |   |                                |                                |                                |                                |
|  |                          |                          |                          |                          |       | Atlético Nacional | 0                         | 1                         | 1                         |                           |  |                 |                               |                               |                               |                               |                        |   |                                |                                |                                |                                |
|  |                          | Junior de Barranquilla   | 3                        | 1                        | 4     |                   |                           |                           |                           |                           |  |                 |                               |                               |                               |                               |                        |   |                                |                                |                                |                                |
|  | Santa Fe                 | Junior de Barranquilla   | 3                        | 1                        | 4     | 1                 | 0                         | 1                         |                           |                           |  |                 |                               |                               |                               |                               |                        |   |                                |                                |                                |                                |
|  | Santa Fe                 |                          |                          |                          |       | 1                 | 0                         | 1                         |                           |                           |  |                 |                               |                               |                               |                               |                        |   |                                |                                |                                |                                |
|  | Junior de Barranquilla   | 2                        | 1                        | 3                        |       |                   |                           |                           |                           |                           |  |                 |                               |                               |                               |                               |                        |   |                                |                                |                                |                                |
|  | Junior de Barranquilla   | 2                        | 1                        | 3                        |       |                   |                           |                           |                           |                           |  |                 |                               |                               |                               |                               | Junior de Barranquilla | 1 | 0                              | 1                              |                                |                                |
|  |                          |                          |                          |                          |       |                   |                           |                           |                           |                           |  |                 |                               |                               |                               |                               |                        | 1 | 0                              | 1                              |                                |                                |
|  |                          | Millonarios              | 0                        | 2                        | 2     |                   |                           |                           |                           |                           |  |                 |                               |                               |                               |                               |                        |   |                                |                                |                                |                                |
|  | Fortaleza CEIF           | Millonarios              | 0                        | 2                        | 2     | 3                 | 1                         | 4                         |                           |                           |  |                 |                               |                               |                               |                               |                        |   |                                |                                |                                |                                |
|  | Fortaleza CEIF           |                          |                          |                          |       | 3                 | 1                         | 4                         |                           |                           |  |                 |                               |                               |                               |                               |                        |   |                                |                                |                                |                                |
|  | Deportivo Cali           | 1                        | 1                        | 2                        |       |                   |                           |                           |                           |                           |  |                 |                               |                               |                               |                               |                        |   |                                |                                |                                |                                |
|  | Deportivo Cali           | 1                        | 1                        | 2                        |       | Fortaleza CEIF    | 0                         | 2                         | 2                         |                           |  |                 |                               |                               |                               |                               |                        |   |                                |                                |                                |                                |
|  |                          |                          |                          |                          |       | Fortaleza CEIF    | 0                         | 2                         | 2                         |                           |  |                 |                               |                               |                               |                               |                        |   |                                |                                |                                |                                |
|  |                          | Millonarios              | 3                        | 3                        | 6     |                   |                           |                           |                           |                           |  |                 |                               |                               |                               |                               |                        |   |                                |                                |                                |                                |
|  | Jaguares                 | Millonarios              | 3                        | 3                        | 6     | 0                 | 1                         | 1                         |                           |                           |  |                 |                               |                               |                               |                               |                        |   |                                |                                |                                |                                |
|  | Jaguares                 |                          |                          |                          |       | 0                 | 1                         | 1                         |                           |                           |  |                 |                               |                               |                               |                               |                        |   |                                |                                |                                |                                |
|  | Millonarios              | 3                        | 1                        | 4                        |       |                   |                           |                           |                           |                           |  |                 |                               |                               |                               |                               |                        |   |                                |                                |                                |                                |
|  | Millonarios              | 3                        | 1                        | 4                        |       |                   |                           |                           |                           |                           |  | Millonarios     | 2                             | 2                             | 4                             |                               |                        |   |                                |                                |                                |                                |
|  |                          |                          |                          |                          |       |                   |                           |                           |                           |                           |  | Millonarios     | 2                             | 2                             | 4                             |                               |                        |   |                                |                                |                                |                                |
|  |                          | Indep. Medellín          | 0                        | 2                        | 2     |                   |                           |                           |                           |                           |  |                 |                               |                               |                               |                               |                        |   |                                |                                |                                |                                |
|  | Tigres                   | Indep. Medellín          | 0                        | 2                        | 2     | 0                 | 1                         | 1                         |                           |                           |  |                 |                               |                               |                               |                               |                        |   |                                |                                |                                |                                |
|  | Tigres                   |                          |                          |                          |       | 0                 | 1                         | 1                         |                           |                           |  |                 |                               |                               |                               |                               |                        |   |                                |                                |                                |                                |
|  | Indep. Medellín          | 1                        | 2                        | 3                        |       |                   |                           |                           |                           |                           |  |                 |                               |                               |                               |                               |                        |   |                                |                                |                                |                                |
|  | Indep. Medellín          | 1                        | 2                        | 3                        |       | Indep. Medellín   | 3                         | 0                         | 3                         |                           |  |                 |                               |                               |                               |                               |                        |   |                                |                                |                                |                                |
|  |                          |                          |                          |                          |       | Indep. Medellín   | 3                         | 0                         | 3                         |                           |  |                 |                               |                               |                               |                               |                        |   |                                |                                |                                |                                |
|  |                          | Deportes Tolima          | 1                        | 1                        | 2     |                   |                           |                           |                           |                           |  |                 |                               |                               |                               |                               |                        |   |                                |                                |                                |                                |
|  | Deportivo Pereira        | Deportes Tolima          | 1                        | 1                        | 2     | 2                 | 1                         | 3                         |                           |                           |  |                 |                               |                               |                               |                               |                        |   |                                |                                |                                |                                |
|  | Deportivo Pereira        |                          |                          |                          |       | 2                 | 1                         | 3                         |                           |                           |  |                 |                               |                               |                               |                               |                        |   |                                |                                |                                |                                |
|  | Deportes Tolima          | 3                        | 1                        | 4                        |       |                   |                           |                           |                           |                           |  |                 |                               |                               |                               |                               |                        |   |                                |                                |                                |                                |

### Oitavas de final
| Equipe 1             | Total | Equipe 2            | 1.º jogo | 2.º jogo |
| -------------------- | ----- | ------------------- | -------- | -------- |
| Unión Magdalena      | 4–2   | América de Cali     | 2–1      | 2–1      |
| Atlético Bucaramanga | 0−2   | La Equidad          | 0–2      | 0–0      |
| Once Caldas          | 1–5   | Atlético Nacional   | 0–3      | 1–2      |
| Santa Fe             | 1–3   | Junior Barranquilla | 1–2      | 0–1      |
| Fortaleza CEIF       | 4–2   | Deportivo Cali      | 3–1      | 1–1      |
| Jaguares             | 1–4   | Millonarios         | 0–3      | 1–1      |
| Tigres               | 1–3   | Indep. Medellín     | 0–1      | 1–2      |
| Deportivo Pereira    | 3–4   | Deportes Tolima     | 2–3      | 1–1      |

### Quartas de final
| Equipe 1          | Total       | Equipe 2            | 1.º jogo | 2.º jogo |
| ----------------- | ----------- | ------------------- | -------- | -------- |
| Unión Magdalena   | 2−2 (4−3 p) | La Equidad          | 1–1      | 1–1      |
| Atlético Nacional | 1−4         | Junior Barranquilla | 0–3      | 1–1      |
| Fortaleza CEIF    | 2–6         | Millonarios         | 0–3      | 2–3      |
| Indep. Medellín   | 3–2         | Deportes Tolima     | 3–1      | 0–1      |

### Semifinais
| Equipe 1        | Total      | Equipe 2            | 1.º jogo | 2.º jogo |
| --------------- | ---------- | ------------------- | -------- | -------- |
| Unión Magdalena | 1−1 (3−5 p | Junior Barranquilla | 1–0      | 0−1      |
| Millonarios     | 4–2        | Indep. Medellín     | 2–0      | 2–2      |

### Final
| Equipe 1            | Total | Equipe 2    | 1.º jogo | 2.º jogo |
| ------------------- | ----- | ----------- | -------- | -------- |
| Junior Barranquilla | 1–2   | Millonarios | 1–0      | 0–2      |

## Premiação
| Copa da Colômbia de Futebol de 2022 |
| ----------------------------------- |
| Millonarios Campeão (3.º título)    |